# Store Sommarøya
Store Sommarøya  ou Sommarøya est une petite île du comté de Troms, sur la côte de la mer de Norvège. L'île fait partie la commune de Tromsø.

## Toponymie
Store Sommarøya, en Norvégien, signifie « Grande île d'été ».

## Description
L'île de 0,9 km2 est située à environ 36 kilomètres  à l'ouest de la ville de Tromsø et est une destination touristique populaire en raison de ses plages de sable blanc et de ses paysages.
L'île est reliée à la grande île voisine de Kvaløya par le pont Sommarøy et elle est reliée à la petite île de Hillesøya par le pont Hillesøy. Le village de pêcheurs de Sommarøy couvre Store Sommarøya et une partie de Hillesøya.

## Galerie

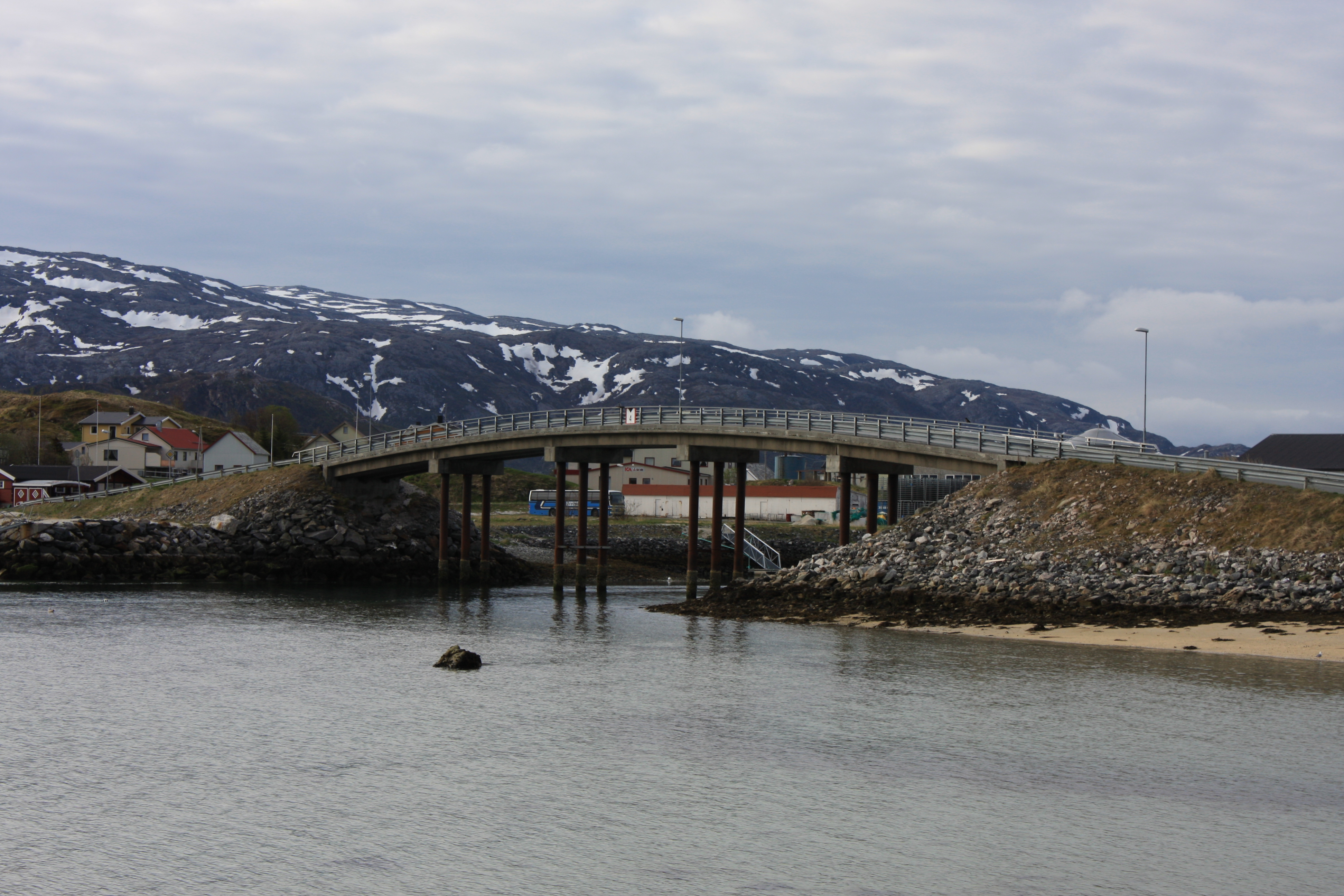
Pont d'Hillesøy
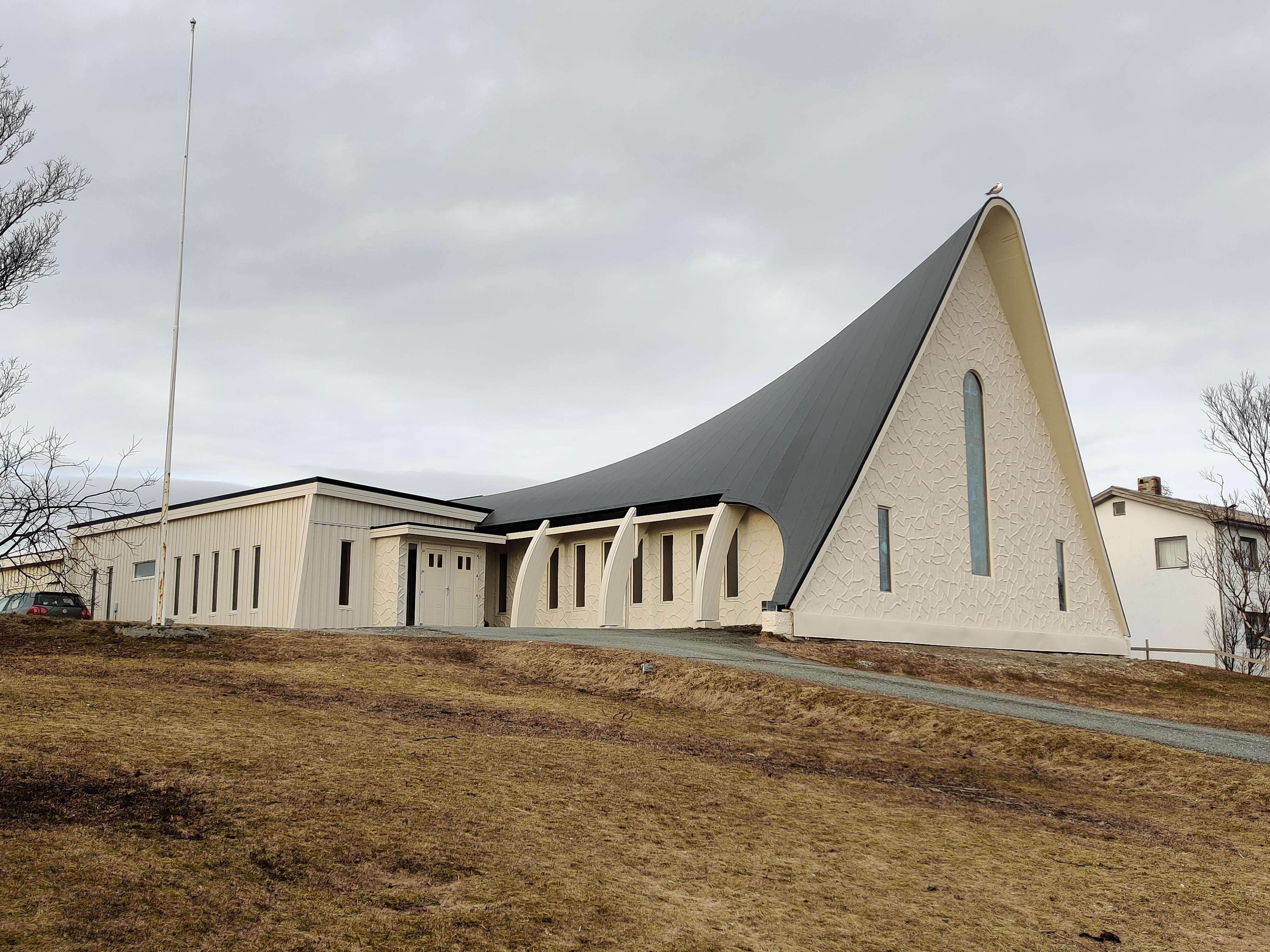
Eglise de Sommarøy
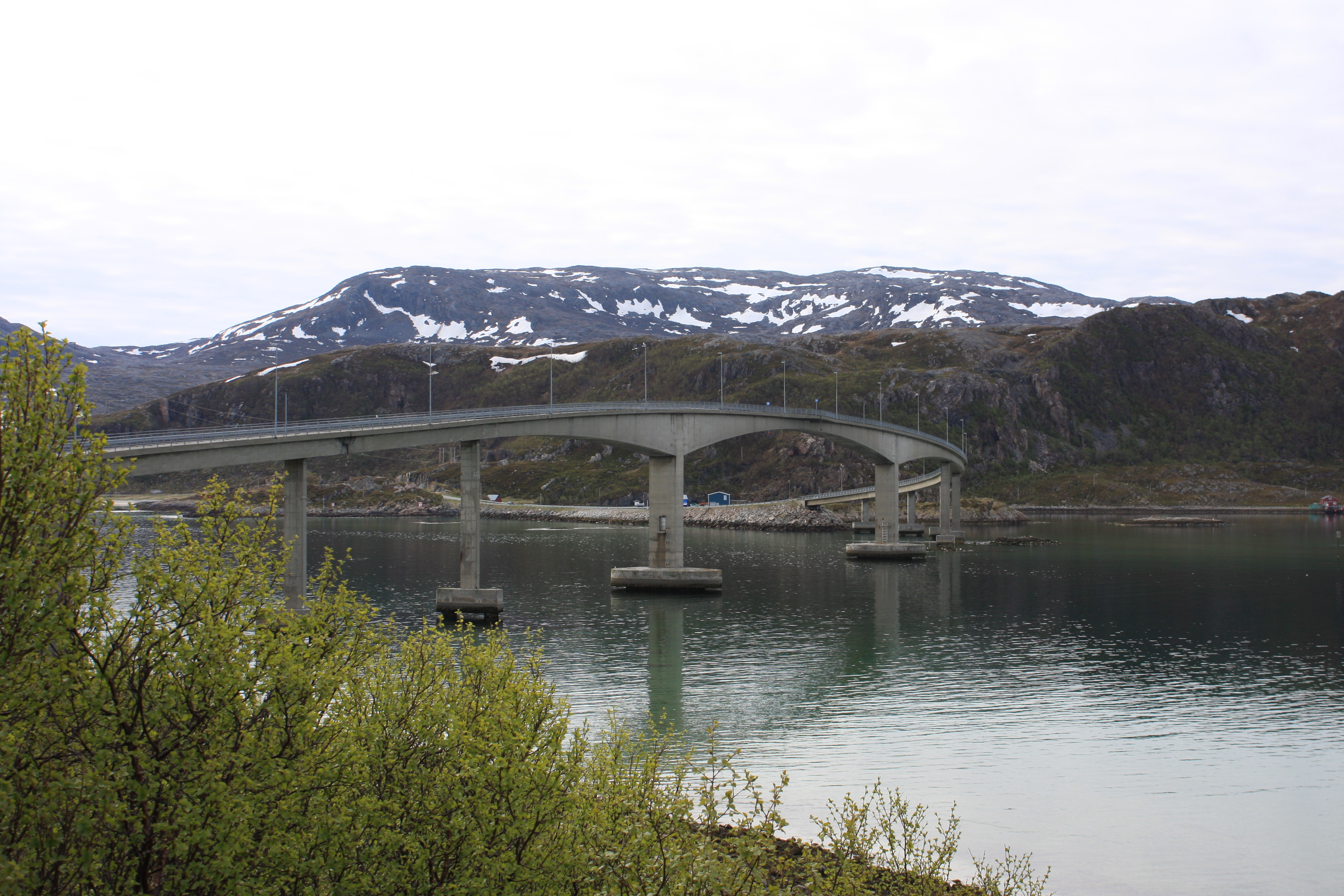
Pont de Sommarøy